# Geben für Leben – Leukämiehilfe Österreich
Geben für Leben – Leukämiehilfe Österreich (GFL) ist ein österreichischer Verein. Er gründete nach sechzehnjähriger Pionierarbeit im Jahr 2015 die erste private Stammzell- und Knochenmarkspenderdatei Österreichs.
Die Aufgaben der Spenderdatei umfassen die Suche nach lebensrettenden Stammzellspendern, die Unterstützung betroffener Familien bei der Organisation von Typisierungsaktionen, die Sammlung von Geldspenden, um die Kosten der Typisierungen von € 40,- pro Person finanzieren zu können und die Wissensvermittlung im Bereich von Stammzell- und Knochenmarkspenden an die Bevölkerung.

## Geschichte
Geben für Leben wurde im Jahr 1999 durch Herlinde Marosch, zusammen mit ihren Freundinnen Dagmar Ganahl und Melitta Mair, nach einer persönlichen Betroffenheit gegründet. Herlindes Nichte Doris hatte bei der Behandlung ihrer Leukämieerkrankung einen Rückfall und brauchte dringend lebensrettende Stammzellen. Die drei Frauen suchten zuerst im Familien- und Freundeskreis und dehnten die Suche dann immer weiter aus. Über Medienberichte wurden andere betroffene Familien auf sie aufmerksam und baten darum, auch für sie zu suchen. Doris fand eine Spenderin aus Wales  und wurde durch eine Knochenmarkspende geheilt. Aus Dankbarkeit gründeten die Frauen Geben für Leben, um auch anderen Menschen diese Chance zu schenken.
2011 legten die Gründerinnen ihre Geschicke in die Hände von Herlindes Tochter Susanne Marosch. Gemeinsam mit ihrem Partner Andreas Wassner modernisierten sie den Verein und schufen die notwendigen Strukturen, um professionelle Öffentlichkeitsarbeit und Spenderwerbungen möglich zu machen.
2015 gründete Susanne Marosch mit großer Unterstützung der Aktion Knochenmarkspende Bayern (AKB) die erste private Spenderdatei Österreichs. Diese ist in fünf Jahren stark  angewachsen. Mit Stand 29. Dezember 2024 waren dort über 197.201 potentielle Lebensretter registriert, aus denen 637 Stammzellspender gefunden wurden.

## Suche nach Stammzellspendern
Gesunde Menschen zwischen 17 und 45 Jahren können sich in Österreich über Geben für Leben als Stammzellspender registrieren lassen. Sollten Erkrankungen bestehen, dann kann über den  Gesundheitsfragebogen oder direkt bei  Geben für Leben abgeklärt werden, ob sie einen Ausschlussgrund für die Spende darstellen.
Es gibt zwei Arten der Registrierung: Über die Webseite kann man sich ein  Wangenabstrich-Set bestellen. mit dem man sich von zuhause aus registrieren lassen kann. Bei diesem Abstrich wird mit einem Swab (medizinisches Wattestäbchen) auf der Innenseite der Wange Zellmaterial abgestreift und ins Labor geschickt. Dort werden dann die HLA-Merkmale, also spezielle Gewebemerkmale der DNA, die für die Stammzellspende ausschlaggebend sind, festgestellt.
Zudem führt Geben für Leben regelmäßig  Typisierungsaktionen durch, bei denen man sich vor Ort mittels eines Wangenabstrichs oder einer  Blutprobe typisieren lassen kann.

## Unterstützung für Betroffene
Geben für Leben unterstützt betroffene Familien mit Informationen betreffend der Suche nach passenden Stammzellspendern und organisiert auf Wunsch Typisierungsaktionen in  Österreich, um bei der Suche nach  passenden Spendern die Chancen eines Treffers zu erhöhen.

## Finanzierung
Die Kosten für die Durchführung von Stammzell-Typisierungen in Höhe von € 40,- pro Person werden in Österreich nicht gefördert. Sie müssen daher über private Unterstützer, Unternehmen und andere Institutionen durch Geldspenden finanziert werden. Alle Spenden an Geben für Leben sind steuerlich absetzbar. Als Träger des österreichischen Spendengütesiegels wird Geben für Leben jährlich umfassend geprüft.
Nach jeder durchgeführten Stammzellspende aus der eigenen Spenderdatei kann Geben für Leben eine Rechnung an die Krankenkasse des Patienten stellen, wodurch die laufenden Verwaltungskosten wie Mieten und Personalkosten abgedeckt werden. So wird sichergestellt, dass die Spendeneinnahmen für den eigentlichen Zweck, die Neuspendersuche durch Typisierungen, verwendet werden.

## Öffentlichkeitsarbeit
Die Arbeit von Geben für Leben wäre ohne die Unterstützung der Bevölkerung, durch Unternehmen und  weitere Institutionen nicht möglich. Aus diesem Grund ist die Zusammenarbeit mit Medienpartnern essentiell. Medienpartner aus  Österreich sorgen mit ihren Beiträgen für eine  Teilnahme der Öffentlichkeit an den Schicksalen der betroffenen Familien. Erst dadurch sind große Typisierungsaktionen mit über 1.000 Menschen und mehr möglich.
Unterstützer aus der Bevölkerung spielen parallel dazu Beiträge und Videos auf Social Media und YouTube ein, um weitere Menschen zur Typisierung zu bewegen. Zudem erhalten über 60.000 Newsletterempfänger in einem Abstand von ein bis zwei Wochen Informationen über die wichtigsten Entwicklungen bei Geben für Leben.

## Verknüpfung zur weltweiten Spenderdatei
Alle potentiellen Stammzellspender stehen weltweit für Patienten zur Verfügung, um die Erfolgswahrscheinlichkeit bei der Suche eines passenden Spenders zu erhöhen. Dabei werden die Daten unter einem Pseudonym (GRID-Spendernummer) nach Erhalt vom Labor minütlich von Geben für Leben in die weltweite Datenbank eingespielt. Geben für Leben nützt für die Abwicklung der weltweiten Stammzellspenden die Erfahrung des deutschen Partners ZKRD – Zentrales Knochenmarkspender-Register Deutschland, einem Register für Stammzell- und Knochenmarkspender weltweit (Stand: 25. Jänner 2021).